# Денисов, Алексей Григорьевич
Алексе́й Григо́рьевич Дени́сов (6 августа 1964, Воскресенск) — российский журналист, главный редактор познавательного телеканала ВГТРК «История», режиссёр документального кино.

## Творческая деятельность
В 1986 окончил факультет журналистики МГУ, международное отделение.
1986—1991 — сотрудник Главной редакции информации ЦТ Гостелерадио СССР, — редактор, корреспондент, комментатор программы «Время», комментатор программы «До и после полуночи», вёл рубрику «Неизвестная Россия».
С 1993 года совместно с Борисом Костенко создавал цикл передач «Русскій Міръ»: «Трагедия в Оптиной пустыни», «Севастополь», «Крейсер „Варяг“», «Сикорский», «Сорочинская ярмарка», «Русское оружие. Ижевск» и другие.

Появление в эфире «Русского міра» вызвало неприятие целого ряда телевизионных деятелей (Игоря Малашенко, Евгения Киселёва). Руководитель социологической службы «Останкино» Всеволод Вильчек назвал её «экранной резервацией», доведя (возможно, неосознанно) обозначение неприятия до этнического уровня.— журнал «Кто есть кто в современном мире» № 21 1994 год.
После убийства В. Листьева и перехода акционерного общества ОРТ под контроль Б. Березовского проект «Русскій міръ» был закрыт, а Денисов уволен.
Стажировался в CNN, участвовал в создании программ о России по заказу телевидения Италии, Голландии, США, Великобритании и Саудовской Аравии. В 1989 году в конкурсе телерепортажей в Анже (Франция) завоевал гран-при за репортаж об архивах Дома Романовых в Советском Союзе. В 2007 году получил Всероссийскую литературную премию «Александр Невский».
С 2000 года Денисов работает на канале «Россия», где сначала выпускал специальные репортажи, а ныне является автором и ведущим ряда документальных фильмов преимущественно на историческую или политическую тематику.
В мае 2013 года назначен главным редактором познавательного телеканала «История» (ВГТРК), который ведёт вещание на территории России и СНГ. Зрители нового канала «Цифрового телевидения», по словам Денисова, получат возможность взглянуть в прошлое, узнать о древнейших цивилизациях, эпохе географических открытий, великих войнах и победах, выдающихся людях, которые оставили след в истории.

## Фильмография
- 2000 — Павшие обелиски (в паре с Вячеславом Мостовым)[6]
- 2001 — Союз бывших (15 серий)[7][8]
- 2002 — Русский исход[9][10]
- 2003 — Гвардия не умирает
- 2004 — Крейсер «Варяг»[11]
- 2005 — Завещание философа Ильина[12]
- 2005 — Кукрыниксы против Геббельса[13]
- 2006 — Русская Австралия[14]
- 2006 — Генерал Скобелев[15]
- 2006 — Четыре солдатские медали[16]
- 2006 — Дрезден. Хроника трагедии[17]
- 2006 — Последняя тайна Второй мировой[18][19]
- 2006 — Юнкера. Последние рыцари империи
- 2007 — Тамбовская Вандея[20]
- 2007 — Александр Суворов[21]
- 2007 — Украденная Победа[22]
- 2007 — Окаянные дни. Иван Бунин[23]
- 2008 — Голодомор—1933. Невыученные уроки[24]
- 2008 — Дело генерала Корнилова. История одного предательства[25]
- 2008 — Николай Толстой. Русский граф из английской глубинки
- 2008 — Полтавская баталия: 300 лет спустя
- 2008 — Главный диплом России. Встаньте перед старшими!
- 2009 — Крест над Балканами[26]
- 2010 — Батюшки особого назначения
- 2011 — Ломоносов. Десять новелл из жизни гения
- 2011 — Игорь Сикорский. Витязь неба
- 2011 — Александр Солженицын. Спасенное интервью
- 2012 — «„Один день Ивана Денисовича“. 50 лет спустя…»
- 2013 — От Петра до Николая. Традиции русских полков[27]
- 2015 — Россия и Китай. Сердце Евразии[28]
- 2016 — Украина. Ностальгическое путешествие
- 2016 — Дикая дивизия. Рыцари долга и чести[29]
- 2016 — Последний рубеж памяти
- 2016 — Александр Невский. Между Востоком и Западом
- 2018 — Фронтовой дневник Александра Солженицына
- 2021 — Альфред Розенберг. Несостоявшийся колонизатор Востока

## Награды и премии
- Орден Почёта (10 сентября 2014 года) — за большие заслуги в развитии отечественной культуры, телевидения и многолетнюю плодотворную деятельность[30]
- Медаль ордена «За заслуги перед Отечеством» II степени (27 июня 2007 года) — за большой вклад в развитие отечественного телевидения и многолетнюю плодотворную работу[31].
- Премия Правительства Российской Федерации 2013 года в области средств массовой информации (17 декабря 2013 года) — за создание линейки познавательных телеканалов «Наука 2.0», «Моя планета» и «История»[32].
- Золотая награда международной премии A' Design Award and Competition — 2015 в категории «Дизайн в кино и анимации» (англ. Golden A' Design Award Winner for Movie and Animation Design Category in 2015) (22 апреля 2016 года) — за эфирное оформление телеканала «История» (англ. History TV channel ID)[33][34]